# Midland (Oregon)
Midland az Amerikai Egyesült Államok északnyugati részén, Oregon állam Klamath megyéjében, a U.S. Route 97 mentén elhelyezkedő önkormányzat nélküli település. Korábban úgy gondolták, hogy nevét azért kapta, mert a Portland–San Francisco-vasútvonalon félúton feküdt, azonban ez nem így van. Később úgy vélekedtek, hogy elnevezésre a környékbeli lápokra utal.
A vasútállomás mellett egykor két üzlet, szálloda, istálló, siló és telefonközpont volt itt. Ma itt található a megyei látogatóközpont.

## Éghajlat
A település éghajlata mediterrán (a Köppen-skála szerint Csb).

## Nevezetes személy
- Carl Barks, a Disney illusztrátora[5]

## Fordítás
- Ez a szócikk részben vagy egészben  a   Midland, Oregon című angol Wikipédia-szócikk ezen változatának fordításán alapul.  Az eredeti cikk szerkesztőit annak laptörténete sorolja fel. Ez a jelzés csupán a megfogalmazás eredetét és a szerzői jogokat jelzi, nem szolgál a cikkben szereplő információk forrásmegjelöléseként.